# (6680) 1970 WD
A (6680) 1970 WD a Naprendszer kisbolygóövében található aszteroida. Luboš Kohoutek fedezte fel 1970. november 24-én.